# Frane Čačić
Frane Čačić (Zagreb, 25. lipnja 1980.) bivši je hrvatski nogometaš.
Rođeni zagrepčanin počeo je igrati u Zagrebu te rano bio zapažen kao obećavajući igrač. Sa Zagrebom je osvojio prvenstvo Hrvatske 2002. prekinuvši dotadašnju vladavinu Hajduka i Dinama. Nakon 3 godine, u ljeto 2003. odlazi u splitski Hajduk. Prvu sezonu osvaja titulu igrajući u 19 utakmica. Iskazao se kao solidno pojačanje momčadi, ali kasnije igra sve rjeđe. Naredne, opet šampionske, sezone bilježi manje od 10 utakmica, uzrok čemu su i česte ozljede. Potom odbija odlazak u Slaven Belupo, te ima sve minorniju ulogu u klubu iako povremenim bljeskovima pokazuje umijeće, većinom u izvođenju slobodnih udaraca. Nakon propalog zimskog transfera u Gent, na ljeto 2006. potpisuje 2-godišnji ugovor s Varteksom. Tamo opet ne igra često i biva često ozlijeđen, te nakon godinu dana ostaje bez kluba. No, ni to ne traje zadugo, jer odmah nakon odlaska iz Varteksa odlazi u Južnu Koreju u klub Busan I'Park. Od sezone 2008./09. nastupa u poljskoj Lechiji iz Gdanjska. U siječnju 2010. potpisao za kineski Shenyang Ginde.
Za mladu je reprezentaciju odigrao tek manje od 2 poluvremena u utakmicama s Grčkom i Slovenijom. 

### Čačić u Hajduku
Za Hajduk je čačić odigrao 77 utakmica i postigao 20 golova, od toga 57 službenih natjecanja s 9 golova i 20 prijateljskih utakmica s 11 golova. Dao je 6 golova u prvenstvu na 41 utakmici, i 3 gola u 10 nastupa za kup.
Statistika u Hajduku
| Natjecanje        | Nastupi | Zgoditci |
| ----------------- | ------- | -------- |
| Prvenstvo         | 41      | 6        |
| Kup               | 10      | 3        |
| Superkup          | 1       | 0        |
| Međunarodne       | 5       | o        |
| Splitski podsavez | 0       | 0        |
| Ukupno            | 57      | 9        |
| Prijateljske      | 20      | 11       |
| Sveukupno         | 77      | 20       |

## Vanjske poveznice
- Nogometni-magazin: statistika
- Profil, 90minut.pl
- HNL profil  Arhivirana inačica izvorne stranice od 7. lipnja 2012. (Wayback Machine)
- Profil, Transfermarkt